# Paul Yoshigoro Taguchi
Paul Yoshigoro Taguchi (Shittsu, 20 luglio 1902 – Osaka, 23 febbraio 1978) è stato un cardinale e arcivescovo cattolico giapponese.

## Biografia
Nacque a Shittsu il 20 luglio 1902.
Papa Paolo VI lo elevò al rango di cardinale nel concistoro del 5 marzo 1973.
Morì il 23 febbraio 1978 a Osaka all'età di 75 anni: è sepolto nella cattedrale metropolitana della Beata Vergine Maria ad Osaka.
Una delle sue opere più rilevanti è Lo studio della sacra scrittura.

## Genealogia episcopale e successione apostolica
La genealogia episcopale è:
- Cardinale Scipione Rebiba
- Cardinale Giulio Antonio Santori
- Cardinale Girolamo Bernerio, O.P.
- Arcivescovo Galeazzo Sanvitale
- Cardinale Ludovico Ludovisi
- Cardinale Luigi Caetani
- Cardinale Ulderico Carpegna
- Cardinale Paluzzo Paluzzi Altieri degli Albertoni
- Papa Benedetto XIII
- Papa Benedetto XIV
- Papa Clemente XIII
- Cardinale Marcantonio Colonna
- Cardinale Giacinto Sigismondo Gerdil, B.
- Cardinale Giulio Maria della Somaglia
- Cardinale Carlo Odescalchi, S.I.
- Cardinale Costantino Patrizi Naro
- Cardinale Serafino Vannutelli
- Cardinale Domenico Serafini, Cong. Subl. O.S.B.
- Cardinale Pietro Fumasoni Biondi
- Cardinale Paolo Marella
- Cardinale Paul Yoshigoro Taguchi

La successione apostolica è:
- Vescovo Raymond Ken'ichi Tanaka (1976)
- Vescovo Joseph Satoshi Fukahori (1977)